# 簡繁轉換一對多列表
本列表按简化字筆畫數羅列了一個简化字對應多個繁體字的情況。淡紅底色的是簡化字；淡藍底色的是可對應的繁體字。
注意：
- 本文內容包含語文的習慣用法，而不只限於官方標準（《簡化字總表》、《第一批异体字整理表》及《通用规范汉字表》）。
- 漢字按簡體字筆畫數排列，字形以大陸的《通用规范汉字表》為準，例如計3畫。
- 繁體字原則上只收錄印刷中常見的字形，不列全同异体字中的死字和仅用于手写的異寫字、僅用於速记的繁體俗字。因規範不同（包括大陸繁體新字形等）造成的微小差異，在Unihan沒有分碼且差異不明顯時，一般不分別列出。
  - 繁體字部分，括號內的是括號前繁體字在相應簡體字含義範圍內的全同（嚴格）異體字（例如⇄，儘管「著」意思更廣），除專有名詞等情況外可完全對應、互換使用。一些在古代並非全同，但後世已混同的異體字也按此方法標註。括號中的字不計繁體字字數。多個繁體字中，一個字的含義可以覆蓋另一個字（通常是後起字）的情況，在含義較窄的字之後再次括註含義較寬者，例如⇄（僅限印刷中常見的字形）。
  - 一些被合併的「繁體字」、「異體字」有時有和通用義不同的罕見用法，對於簡體中文裏遇到這些罕見用法時是否應當簡化或替換，不同的個人、出版社可能有不同的觀點。此處不將這種情況視為嚴格異體字，例如「⇄」。
  - 全同異體字的上標中，「康熙」表示《康熙字典》中作為正字列出的寫法，「港」表示香港《常用字字形表》字體，「台」表示台灣的國字標準字體，「陸繁」表示大陸《通用规范汉字表》及權威詞典規定的繁體字，「陸古」表示大陸《古籍印刷通用字规范字形表》（GB/Z 40637—2021）規定的繁體字（僅在與「陸繁」不同時標註），「古」表示古字，未標註的為繁體中文中事實上通用的非標準寫法。
- 可直接根據現代標準漢語（普通話/國語/華語）推斷繁體字的，在繁體字後附註其讀音。
- 本表中的一簡對多繁體情況只適用於從簡到繁的轉換，相反的從繁到簡的轉換未必適用（請參見繁簡轉換一對多列表）。

## 一對一（全同異體字）
- ⇄：「于」為虛詞（今繁體中文一般一律用「於」，簡體中文一律用「于」），也見於于姓；注意於也是姓氏，兩者不可互換。「于」和「於」都是大陸的通用規範漢字，但在大陸作虛詞時只用「于」。
- ⇄：「从」多用於文字學的「从」某個偏旁。
- ⇄：「无」的寫法見於《道德經》。
- ⇄：兩字原有區別，「嘆」傾向於消極意義，「歎」傾向於積極意義，但今已混同。
- ⇄：康熙字形如「眾」但最後兩筆從「乑」。
- ⇄：「条」本身是繁體俗字。此外，日本新字體簡化了，但舊字體仍可用於人地名（例如日本奈良縣的五條市，該市是日本少數使用條當地名的市）。譯為繁體中文時，可能維持新字體「条」的寫法（例如日本輕小說《魔法禁書目錄》的在台譯本中作「上条當麻」）。
- ⇄：「鑪」的类推简化字「𬬻」专用于指符号为Rf的一种人造化学元素。
- ⇄：香港通用「綫」，但標準取「線」。另外，繁轉簡時，用作姓氏的「線」應當轉換為「缐」。
- ⇄：「脩」另可表示乾肉，例如「束脩」，簡體下不簡化。
- ⇄：「鍊」在繁體中另可用於「鍊條」，同「鏈條」。
- ⇄：「俛」另同「勉」，如「僶俛（=黾勉）」。「頫」多用于人名，如「趙孟頫」。
- ⇄：「着」是「著」的分化字。
- ⇄：「鍊」为俗字，同時也是「冶鍊」的「鍊（煉/炼）」的正字。
- ⇄：「鎌」為正字，但在現代中文裏大多只見於日本人名以及地名，比如日本神奈川縣的鎌倉市。

## 一對二
2畫
- ⇄：作「占卜」解、用作姓氏時仍用「卜」，「萝卜」轉換成繁體作「蘿蔔」。
- ⇄：「厂」是古字，读hǎn/ㄏㄢˇ，可以指厂部，本意為山崖；讀ān/ㄢ，同“庵”
- ⇄：繁體「兒」音ér/ㄦˊ，另有讀音ní/ㄋㄧ（戰國時郳國被楚國所滅，其子孫以國名為姓，去邑而為兒姓，後改姓倪；西漢有御史大夫兒寬。但該用法下簡體仍然寫作「兒」）。繁體「儿」音「仁」，《說文》解釋為「人也」，《玉篇》解釋為「仁人也」，是「人」在下面的隸變，「允」、「元」、「兒」、「先」、「光」、「兌」中均取人形義，不取兒童義。。
- ⇄：「几」是指小或矮的桌子，如「茶几」。另外，大陸的「几率」在台灣一般寫作，而大陸按標準無「机率」用法（儘管民間有用例）。這是因為該詞原作「幾率」，「幾」取「逼近」意，後因該用法相對少見，在台灣改用「機會」的「機」；而「几率」在大陸也已經成為「概率」的舊稱，較少使用。[1]
- ⇄：「了」讀le/ㄌㄜ˙是句尾助词，讀liǎo/ㄌㄧㄠˇ是指結束、完全，如“了却”、“受不了”；「瞭」用於「瞭解」（繁體中文裏也可寫作「了解」，甚至日文的寫法也是）。另外，「瞭」读liào/ㄌㄧㄠˋ时不简化，如“瞭望”。

3畫
- ⇄：表示副词「僅」時，“才”同“纔”（今港台亦已逐漸不用「纔」）；表示名词的“才能、能力”時仍作「才」。对于「才能」，作名词时不变，比如「他很有才能」不作「纔」，表示副词「才能够」的「才能」才能作「纔」。
- ⇄：中國大陸有箇舊，日本富山縣有五箇山，另外「个中」繁體一般寫作「箇中」。
- ⇄：「广」读yǎn，義為依山而建之屋，有部首广部（今通稱「廣字頭」）；或读作ān，同“庵”。
- ⇄：「么」是“幺（yāo）”的俗體（台灣從俗取「么」）。“麼／麽”字由“幺/么”和“麻”合成。
- ⇄：「千」為數字，即1000，「韆」用於「鞦韆（秋千）」。
- ⇄：「尸」是古代祭祀時代表死者受祭的人，用於成語「尸位素餐」。
- ⇄：「万」读wàn/ㄨㄢˋ（粵：maan6）時同“萬”，读mò/ㄇㄛˋ（粵：mak6）時用於複姓万俟。
- ⇄：但需留意國名意大利，在除台灣外的其他中文地區使用時（不論簡繁體）都寫作意大利（包括簡稱和其他與該國有關的事物時），簡體字地區並不會寫作义大利。

4畫
- ⇄：「丑」是十二地支之一，夜裡一點到三點为丑時；又可指傳統戲劇中的丑角或小丑。「醜」為「醜陋」意，另有三國人物「文醜」。
- ⇄：「斗（dǒu/ㄉㄡˇ，粵：dau2）」指容量，斗笠、斗篷，也指星名（北斗、斗宿），另有專有名詞「全斗煥」、「魂斗羅」；「鬥（dòu/ㄉㄡˋ，粵：dau3）」用於等。
- ⇄：「阨」特指險要的地方、據守。
- ⇄：「丰」形容容貌姿態美好。
- ⇄：「崙（崘）」用於「崑崙（崐崘）」。另有非規範類推簡化字。
- ⇄：「（pū/ㄆㄨ，粵：fu6，口語作puk1）」表示向前跌倒，如「前仆後繼」和粵語粗口「仆街」，「僕（pú：ㄆㄨˊ，粵：buk6）」表示「僕人」或「我」。
- ⇄：「凶」指不吉利、年成不好、喧嘩；「兇」指兇惡，用於「兇手」等。
- ⇄：「云」表示「說」，也是「雲」的本字。但現代「雲朵」的「雲」在繁體中文裏只作「雲」。
- ⇄：「扎」指刺、鑽、奮力支撐；「紮」用於「駐紮」等。

5畫
- ⇄：「布」指織物，同時也是姓氏；「佈」是後起字，用於「分佈」「佈道」等，一般可用「布」代替。台灣按標準統一用「布」，但是「佈」也常用。
- ⇄：「齣」只用作量詞，如「一齣戲（一出戏）」。
- ⇄：「冬」為一年四季的第四季。「鼕」為擊鼓聲（簡體中文裏實際上通常不是簡作「冬」，而是以「咚」替代）。
- ⇄：「發（fā/ㄈㄚ）」用於「開發」「發財」等；「髮（fà/ㄈㄚˋ，台灣音fǎ/ㄈㄚˇ）」用於「頭髮」「毛髮」等。
- ⇄：「匯」用於絕大部分意義；「彙」用於詞彙有關，比如「詞彙」、「語彙」；另外「滙」是「匯」的異體字，現在主要用於滙豐銀行有關詞彙。
- ⇄：《說文》中「饑」解釋為「穀不熟爲饑」，原用於「饑荒」「饑饉」等；而「飢」用於一般的「飢餓」。但現在兩者在很多情況下已混同。
- ⇄：“机”原为木名（桤木），扬雄的《蜀都賦》有“春机杨柳”句。另，現代繁體中文「机」除了用作「機」的俗字，也用作「茶几」的「几」的俗字。
- ⇄：「扣」指套上、戴上，或指拘留；「釦」是名詞，用於「鈕釦」（亦作「紐扣」）等。
- ⇄：「嬭」的類推簡化字/異體字「妳」也用於繁體中文裏女性的「你」。
- ⇄：「扑」特指戒尺、刑杖、擊打。
- ⇄：「朴」读pò/ㄆㄛˋ時有朴树、中药名厚朴等用法，读piáo/ㄆㄧㄠˊ（或ㄆㄨˊ/pú、ㄆㄨˇ/pǔ）時指朴姓，读pō/ㄆㄛ時指朴刀；其他一般用「樸」。
- ⇄：「圣（kū/ㄎㄨ）」是古代方言，义同“掘”。
- ⇄：「朮」读zhú/ㄓㄨˊ，有中药名苍术、白术，人名金兀术、术赤等；「技术」等的「术」作「術」。
- ⇄：「祂」用於神，但並不是必須的。例如繁體和合本聖經沒有採用「祂」字。
- ⇄：「牠」用於動物。
- ⇄：「托」為承舉、襯，如「托起」；「託」為託付，如「拜託」「信託」。
- ⇄：「颺」另有類推簡化字「飏」，用於人名。
- ⇄：「叶（音xié/ㄒㄧㄝˊ，粵：hip3，音同“脇”）」，如「叶韻」；一些日本人名中也會出現「叶」。
- ⇄：「札」指書信。
- ⇄：「占」指占卜；「佔」是後起字，例：「佔領」（也可寫作「占領」）。
- ⇄：“只（zhǐ/ㄓˇ，粵：zi2）”是副词，在中古以后与“衹”通，表示“僅僅、惟一”的意思。“隻（zhī/ㄓ，粵：zek3）”是量词，如「一隻」。兩者绝不通用，粵語和其他一些方言讀音也不同。另外，簡體中文慣用的「1只基金」[2]在港澳台稱為「1支基金」，港澳台繁體無「1隻基金」、「1只基金」用法。

6畫
- ⇄：「忏」即怒、好。
- ⇄「喫」常見於方言或日語舶來語「喫茶」。
- ⇄：「沖」指用液體澆、水撞擊的；本义為向上湧流，如“沖天”，也可表示幼小，空虚；金庸小说中有冲虚道长。
- ⇄：「虫」是「虺」的古字，也用作「蟲」的俗字。
- ⇄：「噹」是擬聲詞，如「叮噹」。但簡體中文裏「噹」通常實際上並不簡化成「当」，而是用“铛”或非规范简化字“𪠽（口当）”替代。
- ⇄：「弔」指祭奠死者或表達哀悼、哀傷，如「弔唁」「憑弔」。
- ⇄：用於。
- ⇄：「巩」即抱、執、持等；「鞏」即皮帶、束物等。
- ⇄：“合”义比“閤”宽，“閤”同“闔”，如“闔家”亦作“閤家”、“合家”。
- ⇄：「后」是皇帝的正妻（皇后）、先秦指代君主，現亦指代有影響力的明星，比如「影后」。容易混淆的詞彙有：皇宮裡的「後宮」（而非「后宮」），也就是說其實是「後面的宮殿」而非「皇后的宮殿」。「后」也用作「後」俗字。
- ⇄：「崋」僅用於「崋山」，為罕見用法
- ⇄：“迴”只用于“迴旋”，如「迴路」、「輪迴」。
- ⇄：「伙」用於「傢伙」等；「伙伴」「夥伴」在繁體中文裏均可。作“多”解的「夥」不简化为「伙」，如“所获甚夥”。
- ⇄：「（jiè/ㄐㄧㄝˋ，粵：gaai3）」用於价人（古時派遣傳送東西或事情的人），以及北朝鮮地名价川市。其他用「價」。
- ⇄：古時二者基本通用，又作「姧」；現代繁體中文兩字出現分化，「奸」指「作亂」「内奸」等，「姦」指性行为。
- ⇄：「儘（jǐn/ㄐㄧㄣˇ，zeon2）」用於「儘管」「儘量」等（也有寫作「盡管」「盡量」的）。
- ⇄：「夸」如夸父、夸克。「誇」如「誇張」「誇獎」。
- ⇄：「迁」指行進、遷葬、伺候、標記，也用作「遷」的異體字。
- ⇄：「麴（麯）」即酒麴。
- ⇄：「衕」由「同」和「行」構成，只用於「衚衕」，其他均用「同」。
- ⇄：「糰」用於食物，如「糰子」；其他用「團」，如「集團」。
- ⇄：「纖（xiān/ㄒㄧㄢ，粵：cim1）」用於「纖維」等。「縴（qiàn/ㄑㄧㄢˋ，粵：hin1/hin3）」用於等。
- ⇄：「吁」是歎息、歎詞，又表示驚疑；「籲」用於「呼籲」。
- ⇄：「硃」一般用作「硃砂」，《通用规范汉字表》曾考慮恢復，但正式版未採納。

7畫
- ⇄：「壩」指堤壩；「垻」指平川、平坦的地方，根據《廣韻》「蜀人謂平川爲垻」，例如重慶地名「沙坪垻」；「垻」也用作「壩」俗字。
- ⇄：用於。
- ⇄：「仿佛」在繁體中文裏更常見的寫法是「彷彿」（儘管兩種寫法都正確）；古時也作「髣髴」。
- ⇄：「沟」本指水聲。
- ⇄：「谷」用於「山谷」、谷姓等；「穀」意為稻穀。
- ⇄：「怀」即怒。
- ⇄：繁體「坏」有時用作「坯」的異體字。
- ⇄：表示克制、勝過的克在繁體中可寫作“剋”
- ⇄：「困」指困难、困擾；「睏」指睡意。
- ⇄：「里（粵：lei5）」是长度单位，也指故里、巷；「裏（裡）（粵：leoi5）」表示「裏面」。二者粵語讀音不同。
- ⇄：「刨」指挖掘、除去、減去；「鉋」指鉋刀、削、刮等。
- ⇄：“扰”指福、動。
- ⇄：「沈」常用於姓氏；「瀋」用於「瀋陽（沈阳）」，又表示汁，如「墨瀋未乾」。此外，「沈」在繁體中文裏另可讀作chén，同“沉”；“沉”是後起分化字。GB2312 收有「渖」字，是「瀋」的俗體、「不規範類推簡化字」；舊版《新華字典》收有此字，釋作「汁」；新版取消，併入「沈」。
- ⇄「壇」用於祭壇，「罈」指罐子。
- ⇄：“体”同「笨」。
- ⇄：“听”字原读音为yǐn/ㄧㄣˇ（粵：jan5），古指张口而笑的样子，《史记·司马相如传》有句：“无是公听然而笑”。
- ⇄：「閑」本指柵欄、防範、法度等，如「防閑」、「踰閑」。「閒」原本是「間」的正字。「空暇無事」意時兩者通用。
- ⇄：二簡字遺留問題，多見於姓氏和西方人譯名，如「肖邦/蕭邦」。
- ⇄：「医」指古時盛藏弓弩的器具。
- ⇄：「傭（yōng/ㄩㄥ，粵：jung4）」如「僱傭」。「佣（yòng/ㄩㄥˋ，粵：jung6-2）」用於「佣金」（作买卖付给中间人的报酬）。
- ⇄：「忧」指心動。
- ⇄：「邮」是古亭名。在今陝西省高陵縣境。
- ⇄：「犹」用於獸名、犬吠聲、姓氏。
- ⇄：「余」在文言文中表示「我」，也用於余姓；「餘」指「剩餘」，在意思可能混淆時可簡化作「馀」。
- ⇄：「芸」指芸香；「蕓」指蕓薹菜。
- ⇄：「沄」形容水迴旋，如“大江沄沄”；「澐」指江水大波。
- ⇄：「折（粵：zit3）」如「折断」、「屈折」；「摺（粵：zip3）」如「摺紙」「奏摺」。粵語中兩者發音不同。
- ⇄：「証」本為別字，《說文》解釋為「諫也」；現已和「證件」「證明」的「證」混同。
- ⇄：「志」表示志向、志願；「誌」表示標誌、記錄，也可作「志」，如《三國志》。

8畫
- ⇄：「板」是成片的較硬物體，如「地板」；「闆」用於「老闆」。
- ⇄：兩者意思相近，但「獎盃」「世界盃」一般取「盃」字。
- ⇄：「錶（粵：biu1）」專指「鐘錶」，也有俗作「鐘表」的（但「表示」的「表」在粵語中讀biu2，二者不同音）。雙字一對多有「仪表」，可表示「儀表」（「儀容儀表」義）或者「儀錶」（「儀器」義）。
- ⇄：「蔘」專指人蔘。
- ⇄：“炖”为仍在使用的二简字。
- ⇄：「范」用於范姓、范陽等，其他作「範」（如「範圍」）。
- ⇄：「构」一般同「構」，但古時也可用作「彎曲」意，同「枸」。
- ⇄：「颳」只用於「颳風」等。
- ⇄：「柜」讀jǔ/ㄐㄩˇ（粵：geoi2），柜柳。
- ⇄：「（zhēng/ㄓㄥ）」即寒冷。
- ⇄：「捲」一般作動詞解。
- ⇄：用於「崑崙（崐崘）」、「崑山」。
- ⇄：「帘」是后起字，指酒家帜。
- ⇄：「彔」指刻木；「錄」指記載、登記等。
- ⇄：「罗」需要轉換為「囉」的情況一般是由於「囉」曾簡化作「罗」（例如今「啰嗦」曾经写作「罗嗦」），但後來恢復並簡化作「啰」。
- ⇄：「瀰」用於「瀰漫」等。
- ⇄：歷史遺留問題。《第一批异体字整理表》曾錯誤地將「撚」作為「拈」的異體字合併；《通用规范汉字表》已經移除「拈（撚）」的正異關係，但由於「撚」在現代標準漢語中已不通用，因此也不再收錄。「撚」常見於粵語粗口。
- ⇄：「唸」指讀，如「唸書」，也可作「念」。
- ⇄：「苹」，草名，艾蒿[3]，蒿的一种，《诗经·小雅·鹿鸣》：“食野之苹”。「蘋」可指代蘋科植物，或者蘋果。但自《通用規範漢字表》於2013年頒布起，已將「蘋」字恢復並類推簡化成「𬞟」字，故大陸最新規範以「𬞟」為「蘋」的簡體正寫，「苹科」、「苹屬」等寫法則是此字表頒布前的舊規範。但「蘋果」仍簡化作「苹果」。
- ⇄：「舍（shè/ㄕㄜˋ，粵：se3）」，指居住的房子，古代行军一宿或三十里为一舍，今用作「宿舍」等；「捨（shě/ㄕㄜˇ，粵：se2）」指捨棄。
- ⇄：「松」即松樹；「鬆」為鬆開意。
- ⇄：「嶽」指高山，如「五嶽」。對妻家父母輩長者的稱呼只能用「岳」。
- ⇄：「征」指远行或讨伐，如「遠征」「征戰」；「徵」用於「徵收」「徵求」等。另外「徵」读zhǐ时不简化，如“宫商角徵羽”。
- ⇄：「制」如「制度」、「制止」；「製」如「製作」「製品」（也有俗作「制」的）。
- ⇄：「周」可指周朝、周姓等；「週」是「周」的分化字，用作「週期」等，繁體中通常也可寫作「周」（如「周期」）。
- ⇄：「癈」表示久病、導致殘廢的疾病，現多作「廢」。
- ⇄：「註」用作「註釋」（也可寫作「注釋」）等。

9畫
- ⇄：「嘗」用於「嘗試」等，文言文中也可指「曾經」；「嚐」是後起字，「嘗」本身屬於口部，「嚐」又增添一個口，「嚐」只用作以口辨別滋味意。
- ⇄：繁體「拚命」一般轉成簡體「拼命」（另有方言詞「拚（pàn）命」，不轉換）。
- ⇄：「蹟」多用於「古蹟」「奇蹟」等；「痕跡」一般取「跡」。香港標準只包含了「跡」，但「蹟」也通用。
- ⇄：根據《玉篇》，「茧，草衰也」，是罕見用法。實際多用於「繭」的俗字。
- ⇄：「姜」用於姜姓；「薑」是一種植物，用作佐料。
- ⇄：「壘」指掩蔽體、堆砌等；「垒」指磚坯。
- ⇄：「麵（麪麫）」用於「麵包」「麵粉」等。
- ⇄：表示一種武器時兩者通用。中藥中「炮製」的「炮」不可作「砲」。
- ⇄：用於。
- ⇄：“繞”即纏繞、彎曲等；“遶”即圍遶、環遶。
- ⇄：“洒”义比“灑”宽。仅在用于“洒水”义时两字互通。男性自称词“洒家”不能转换成“灑家”。
- ⇄：「胜」是「腥」古字，《說文》「犬膏臭也。从肉生聲。一曰不孰也。」，以及肽的舊稱。
- ⇄：「适」原本读kuò/ㄎㄨㄛˋ（音同“括”，粵：kut3），是罕用古字，見於古人名（如李适、南宫适、洪适）。
- ⇄：「䠷」在繁體中用於「高䠷」。
- ⇄：「咸」表示皆、全部，也用於「咸陽」等地名；「鹹」指鹹味。
- ⇄：「鬚（粵：sou1）」用於「鬍鬚」等，粵語發音和「須（粵：seoi1）」不同。
- ⇄：「葯」指白芷，也用作「藥」的異體字。
- ⇄：「鈅」指兵器（「鉞」的俗體）；「鑰」指鑰匙。
- ⇄：「蔭」指陰影、光影；「廕」指庇護、地窖。
- ⇄：「郁（粵：juk1）」可指浓郁，另有郁姓；「鬱（粵：wat1）」用於「憂鬱」「抑鬱」「鬱金香」等。兩者粵語讀音不同。
- ⇄：「鍾」表示集中或杯子，如「鍾愛」，另有鍾姓，在人名中用的常常也是「鍾」，然而根據2013年頒布的《通用規範漢字表》，用於人名時可將「鍾」類推簡化成「锺」，比如錢鍾書可寫作「钱钟书」或者「钱锺书」；「鐘」用於「鐘錶」等，雖然鐘姓也是一個姓氏，但遠比鍾姓要罕見。
- ⇄：「种（chóng/ㄔㄨㄥˊ，粵：cung4）」，用於种姓；也有用作「種」的俗字的。
- ⇄：「祢」用於指神明的第二人称代詞時在繁體中同形，但這種用法本身在簡體中並不是通用規範的用法（儘管「祢」是大陸的通用規範漢字）；其他用法下轉換為「禰」。

10畫
- ⇄：「欸」另有「ei」的讀音，在大陸也是規範漢字；作「唉」的異體字的用法今已少見。
- ⇄：「唇（zhēn/ㄓㄣ）」即驚駭。
- ⇄：「党」見於古族名“党项”、党姓等；「黨」用於「政黨」等。
- ⇄：「惡」如「邪惡」「惡劣」「厭惡」，也作文言文疑問詞、感嘆詞讀wū/ㄨ；「噁」如「噁心」（也俗作「惡心」）。另，「二噁英」（「噁」讀è/ㄜˋ）對應簡體應為「二𫫇英」。
- ⇄：「傢」僅用於「傢伙」、「傢具」。
- ⇄：「（jiè/ㄐㄧㄝˋ，粵：ze3）」本義為借貸。「藉口」、「憑藉」的「藉（jiè/ㄐㄧㄝˋ，粵：zik6）」简化作「借」，「慰藉」的「藉（jiè/ㄐㄧㄝˋ，粵：zik6）」、「狼藉」等的「藉（jí/ㄐㄧˊ，粵：zik6）」仍用「藉」。
- ⇄：「栗」指一種落葉喬木，果實即「栗子」；「慄」指因害怕而發抖，如「戰慄」。另外，表示寒冷的「凓」也曾被視為「栗」的异体字，後來在《通用规范汉字表》中得到恢復。
- ⇄：「孃」多見於一些方言。
- ⇄：「栖」指不安定，用於「栖遑」等；也用作「棲」的異體字。
- ⇄：是「曬」的俗字，在粵語中也用作补语，用在动词或形容词后面；代表全、都、完、光、了的意思。
- ⇄：「涂」用於涂姓。
- ⇄：「輓」表示哀悼死者，例如「輓聯」（也可寫作「挽聯」）；古時「輓」也有和「挽」一樣的「拉」的意思，但現代繁體中文中已分化，不通用。
- ⇄：「傚」只用於「傚仿」之意，今已少用。
- ⇄：「烟草」的「烟」香港標準作「煙」，台灣標準作「菸」；也有俗作「烟」的。其他意義下用“煙（烟）”。
- ⇄：「慇」常用於「慇懃」。
- ⇄：「河涌」的「涌」只能寫作「涌」。
- ⇄：用於「內臟」、「心臟」等；「髒（zāng/ㄗㄤ，粵：zong1）」用於「骯髒」等。
- ⇄：「（zhēng/ㄓㄥ，粵：zing1）」用於「癥結」、「癥瘕」等，大陸也有不簡化而直接用「癥」的情況。
- ⇄：「緻」是密的意思，如「細緻」「緻密」；古与“致”通 。
- ⇄：「塚」特指墳墓；「冢」如冢婦、冢宰等。
- ⇄：「烛」同「爞」，旱灼、熱氣。
- ⇄：“准”是“準”的俗体，但近代有了分工：“准”字只用於“准許”之意。

11畫
- ⇄：「淀」是指浅的湖泊，如「白洋淀」；「澱」用於「沉澱」「澱粉」等。
- ⇄：「秸（jí/ㄐㄧˊ）」用於「秸鞠」，布穀鳥。
- ⇄：「据（jū/ㄐㄩ，粵：geoi1）」用於「拮据」。
- ⇄：「纍（léi/ㄌㄟˊ，粵：leoi4）」用於「纍纍」等，又同「縲」；也可用「累」替代。
- ⇄：「歛（hān）」的解釋是「欲也，予也」，和「斂」本為別字，但今多用作「斂」的異體字。
- ⇄：「樑」是「梁」的分化字，「梁」本身已從「木」。寫作「樑」的情況一般也可寫作「梁」。「梁」用於梁姓等，「樑」用於「橋樑」「樑柱」等。
- ⇄：「猎（xī）」，《山海经·大荒北经》中有熊状怪兽名为“猎獵”
- ⇄：「瞇」是主動行為，眼睛有意只睜開一條縫；「眯」指由於外物進入眼睛而睜不開。
- ⇄：「嘼」同「畜」
- ⇄：「象」需要轉換為「像」的情況一般是由於「像」曾簡化作「象」，但後來恢復。此外中國大陸「想象」在港台一般作「想像」。
- ⇄：「蠍」指尾末有毒鉤的蜘蛛屬。「蝎」指蝕木的蛀蟲。
- ⇄：「痒」，病，《诗经·小雅·正月》：“癙忧以痒。”
- ⇄：「迻」多用於「迻譯」。
- ⇄：表示肉體的慾望時一般寫作「慾」。

12畫
- ⇄：「埞」即堤壩等；「碮」即砧。
- ⇄：「雇（hù/ㄏㄨˋ）」用於古地名、鳥名、周代官名。「僱」是後起俗字。
- ⇄：「腊」音xī/ㄒㄧ，指乾肉。
- ⇄：「（pū/ㄆㄨ，粵：pou1）」是動詞，例如「鋪開」；「舖（pù/ㄆㄨˋ，粵：pou3）」是名詞，例如「店舖」。「舖」可作「鋪」，台灣標準只取「鋪」，香港二者兼收。
- ⇄：「彊」古時也可作「疆」的異體字/通假字。
- ⇄：「喂」是語氣詞，也可通「餵」；「餵」只用於「餵食」意。
- ⇄：「游」指在水裡行動、流動或不固定，例如「游泳」，另有游姓；「遊」用於「旅遊」。
- ⇄：「御」指驾驶车马，治理，统治，对帝王所作所为及所用物的敬称；「禦」指防禦。
- ⇄：「蹔」指疾進、踱步，也用作「暫」的異體字。
- ⇄：「筑」为乐器名，另也用於地名，如贵阳簡稱「筑」、日本地名「筑波」等。

13畫
- ⇄：「襬」用於衣服的「下襬」。
- ⇄：「鑑」多指鏡子、證明、警戒；「鑒」多指審察等；兩者通用。
- ⇄：「漓」用於「淋漓」；「灕」為水名「灕江」。
- ⇄：「辟」指法、刑，如大辟；也指君王，如复辟。「闢」用於「開闢」「闢邪（亦可作「辟邪」）」等。上古“闢”“避”曾经通用作“辟”，后代不通用。
- ⇄：「簽」多見於動詞，用於「簽名」等；「籤」多見於名詞，用於「書籤」等。
- ⇄：「懃」指誠懇，用於「慇懃」（同「殷勤」）、「懃懇」（同「勤懇」）等。
- ⇄：「癒」用於「治癒」「痊癒」。

14畫
- ⇄：「蜡（zhà/ㄓㄚˋ，粵：zaa3）」，古祭名。
- ⇄：「蔑」有消滅、微小（如蔑視）、拋棄、輕侮等義。「衊」原指「污血」，現多用於「污衊」。
- ⇄：「痠」用於身體的感覺，例如「痠痛」。
- ⇄：「愿」指老实谨慎，如「誠愿」「鄉愿」。

15畫
- ⇄：用於。
- ⇄：繁體「倒楣」轉成簡體「倒霉」，簡體少用「倒楣」。
- ⇄：“蹚（tāng/ㄊㄤ）”曾经在《第一批异体字整理表》中被视为“趟”的异体字，但在2013年《通用规范汉字表》中得到恢复，解释为“蹚：义为蹚水、蹚地，读tāng。不再作为“趟（tàng）”的异体字。”《现代汉语词典》中第7版也在tāng/ㄊㄤ读音下单立了“蹚”字头；“趟”在同一读音下也立有字头，解释为“旧同‘蹚’”。

16畫
- ⇄：「贊」可表示輔助、同意等意思，如「贊助」「贊同」；「讚」一般用於「稱讚」之意，也有俗作「贊」的。

17畫
- ⇄：化學中的磷一般只能寫作「磷」。其他詞組如「磷火」的「磷」可寫作「燐」。
- ⇄：「穗」指植物莖端成串聚生之小花或果實；「繐」指細而疏的麻布。
- ⇄：「蹧」用於「蹧塌」「蹧踐」，同「糟蹋」「糟踐」。

18畫及以上

## 一對三
- ⇄：「歷」用作「歷史」「經歷」等；「曆」用作「曆法」「日曆」等。「曆」本作「歷」，後來二者分化。「厤」指治理、研治，也用作「曆」的異體字。
- ⇄：「划」一般讀作huá/ㄏㄨㄚˊ，意為撥水前進、合算（划算）；「劃」一般讀作huà/ㄏㄨㄚˋ，如「規劃」「計劃」。台灣一般將「計劃」寫作。
- ⇄：「并」本作「幷」，可用于「合并」等，但這種寫法多見於古籍，現代的繁體中文已經不多見，而用「併（倂）」替代，如「合併」；另有地名并州；「並（竝）」用於「並列」等，本作「竝」，但已經很少用。
- ⇄：是「蘇」的俗字，但涵義的範圍比「蘇」小，用於「復甦」「甦醒」等。
- ⇄：「系」指系統、系列、「係」用於「關係」，也表示「是」；「繫」用於「聯繫」或「繫緊」
- ⇄：「妳」專用於女性，「祢」專用於神，但兩者都不是必須使用的，例如一些人拒絕使用「妳」字，和合本聖經也並未採用「祢」字。此外大陸也偶有類似用法，但未收入標準中。
- ⇄：「耡」另可指古代稅法名或古代里宰治事處；「鉏」亦可指古代稅法名（同「耡」），也可表示誅滅、除去，另可組詞「鉏鋙」（同「齟齬」）。
- ⇄：「胡」用於胡亂、胡姓、胡人等；「鬍」只用於「鬍鬚」意；「衚」由「胡」和「行」構成，只用於「衚衕（胡同）」。
- ⇄：三個都用作砍、斬、削、斧的意思。「斫」另指襲擊，也用於「斫蜋」（螳螂）。「斲」另指雕飾、摧殘。「斮」另指切、剖、削除魚鱗。
- ⇄：「燬」「譭」是分化字，分別用於「燒燬」「詆譭」等。也可一律用「毀」。

## 一對四
- ⇄：「干」意為盾、冒犯、牽連關涉、請求、水邊、天干等；「乾」意為乾燥等（读qián时不简化，如“乾坤”）、「幹」意為主幹等；「榦」大致同「幹」，今已很少使用。
- ⇄：「台湾」在港台有「台灣」「臺灣」的寫法，且兩種寫法都通用，但是台灣標準作「臺」，香港標準作「台」；「枱」用於「枱面」等；「颱」用於「颱風」。台州、天台山等地名的「台」不能寫作「臺」。
- ⇄：「採」即摘取、選用、搜集、挖掘；「采」即神色、神情，如「神采」、「無精打采」、「興高采烈」；「寀」即寀地、領地、官職；「埰」即墳墓。
- ⇄：「反復」的「復」本作「复」，但是「復」和「複」并不是同义词。「複」只用於「重複」和「複雜」的意义。注意有些詞組兩者都有，但意義不同，比如「回复」可作「回復」或「回覆」，前者意為「恢復」而後者為「回答」。另外在1964年開始曾經將所有義項的「覆」都簡化為「复」，但之後使用中發現會引起歧義，於是1986年起恢復「覆」字，僅在表示「返回」、「回答」的義項中仍簡化為「复」，比如「答覆／答复」、「反覆／反复」、「回覆／回复」；而其他義項中則保留「覆」，比如「翻覆」、「覆蓋」、「顛覆」、「傾覆」、「覆轍」，若此時仍出現簡化現象，則為歷史殘留。
- ⇄：「蒙」在大陸《〈通用规范汉字表〉解读》的繁體字欄中有3種讀音：mēng/ㄇㄥ用於「發蒙」，méng/ㄇㄥˊ用於「蒙上」「蒙昧」，měng/ㄇㄥˇ用於「蒙古」；在台灣，《教育部重編國語辭典修訂本》中「蒙」字只有ㄇㄥˊ/méng一種讀音。「懞（méng/ㄇㄥˊ，粵：mung5）」在台灣被視為「懵」的異體字，而大陸《〈通用规范汉字表〉解读》中解釋為「朴实敦厚」。「濛（méng/ㄇㄥˊ）」用於「細雨濛濛」，大陸也有不簡化直接用「濛」字的情況，多見於人名，例如中國短道速滑运动员「王濛」。「矇」讀mēng/ㄇㄥ時用於指欺騙，如「矇蔽」「矇騙」等，讀méng/ㄇㄥˊ時指眼睛失明。

## 特殊
- ⇄、⇄：「（níng/ㄋㄧㄥˊ、nìng/ㄋㄧㄥˋ，粵：ning4/ning6）」的簡化字是「宁」；但「宁（zhù/ㄓㄨˋ，粵：cyu5）」本意為「門與屏之間」。“宁”简化作“㝉”没有出现在《简化字总表》正文中，而是出现在了“宁〔寧〕”简化规则的注释中：“作门屏之间解的宁（古字罕用）读zhù（柱）。为避免此宁字与寧的简化字混淆，原读zhù的宁作㝉。”现行《通用规范汉字表》没有收录“宁”简化作“㝉”的规则。该简化方式可类推，原读zhù/ㄓㄨˋ的「貯、佇、苧、紵」作「贮、伫、苎、纻」。
- ⇄、⇄：「（níng/ㄋㄧㄥˊ，粵：ning4）」簡化為「苧」，是芳香有機化合物（Limonene），也用於「薺薴」；但「苧（zhù/ㄓㄨˋ，粵：cyu5）」本是苎麻，多年生草本植物，簡化為「苎」。

## 可類推的偏旁異體寫法
以下是繁體中文裏可以互換的漢字構件的寫法。并、秃於前文中亦有列出。
- ⇄
由於Unicode未給以草字頭作部件的漢字分碼，此處不列舉類推。儘管港台標準使用两橫的，但印刷界仍通用一橫。此外一些簡體或俗字字形中的「⺾」原作「卝」，例如左側本作「茍」。

- ⇄
類推：⇄（大多数以食字旁作部件的漢字在Unicode中未分碼）。「𩙿」是傳統明體的刻法，很少用於手寫，手寫體一般用「飠」；「饣」來自草書，也見於手寫繁體中文的草書、速記、俗字等場合。「食」字部件在右（飨）、在下（餐）時不類推。

- ⇄
由於Unicode未給以作部件的漢字分碼，此處不列舉類推。

- ⇄
由於Unicode未給以走之底作部件的漢字分碼，此處不列舉類推。儘管港台標準使用的是一點下加兩折的寫法，但印刷界仍通用傳統的兩點走之底「⻍」。此外，大陸的手寫體通常仍寫如港台標準的一點加兩折之寫法[4]。

- ⇄（右旁）
類推：⇄、⇄等。作右旁時原从「幵」，今兩岸三地的標準均從俗取「开」（香港按《常用字字形表》，第3畫撇應當作豎，但是撇的寫法更常見），但一些舊的繁體字字型仍然取「幵」（左邊的下面一橫通常作提）。

- ⇄
由於Unicode未給以作部件的漢字分碼，此處不列舉類推。

- ⇄
由於Unicode未給以作部件的漢字分碼，此處不列舉類推。

- ⇄
類推：⇄、⇄等（Windows XP以前的舊版新細明體會將所有部件顯示成的形狀）。舊時印刷體只用，「為」原本為手寫俗體，但現代港台均取「為」作正體，也用於印刷。「为」來自草書，也見於手寫繁體中文的草書、速記、俗字等場合。

- ⇄
類推：⇄、⇄等。所有康熙字典體分碼的寫法都位於Unicode相容區內，多為日語舊字體的編碼。Windows XP及以前的系統內建的細明體會將所有示字旁顯示為康熙字體，Vista後改用從俗的國字標準字體寫法。

- ⇄
由於Unicode未給以作部件的漢字分碼，此處不列舉類推。舊時活字印刷中，「戶」和「戸」字形都通用，「户」則多見於手寫體；但現代採用明體/宋體電腦漢字印刷的書籍一般只取「戶」字形，甚至在以「户」為標準字體的香港也如此。另注意「所」的左邊在兩岸三地都應寫作「戶」。

- ⇄
類推：⇄、⇄等

- ⇄
由於Unicode未給以作部件的漢字分碼，此處不列舉類推。

- ⇄
類推：⇄、⇄等。

- ⇄
類推：⇄、⇄等。

- ⇄
類推：⇄等（大多數以作部件的漢字在Unicode中未分碼）

- ⇄
由於Unicode未給以作部件的漢字分碼，此處不列舉類推。

- ⇄
類推：⇄等。

- ⇄
由於Unicode未給以作部件的漢字分碼，此處不列舉類推。

- ⇄
類推：⇄、⇄、⇄等（也有Unicode中未分碼的寫法，例如和）。

- ⇄
⇄、⇄等。等一些帶「靑」部件的漢字在Unihan中位於兼容區內；還有一些帶「青/靑」字部件的漢字寫法沒有分碼。Windows XP以前的舊版新細明體會將所有部件顯示成的形狀。

- ⇄
由於Unicode未給以作部件的漢字分碼，此處不列舉類推。

- ⇄（僅限右旁；單字繁體總是寫作「賣」）
由於Unicode未給以作部件的漢字分碼，此處不列舉類推。「讀」等文字的右旁在篆文中和「賣」並不相同。

- ⇄（Unicode未分碼）
類推：⇄（多數寫法在Unicode中未分碼，“值/値”是少數分碼的寫法；Windows內建的繁體字字形新細明體在XP版本以前取形，Vista及以後取形）。

- ⇄（單字轉換為或大陸國標繁體。）
類推：⇄、⇄、⇄等（也有Unicode中未分碼的寫法，例如和）。

- ⇄
類推：⇄等。

- ⇄（《康熙字典》兩種均收錄，且說明「隸省作昷」，但是對有該部件的字的收錄並不系統，例如「溫、温」均收，「温」為主要字頭，但卻沒有收錄「揾」而只收錄了「搵」）
類推：⇄、⇄、⇄等（也有Unicode中未分碼的寫法，例如和）。

- ⇄
類推：⇄、⇄等。

- ⇄
類推：⇄、⇄等（大多數以作部件的漢字在Unicode中未分碼）。

- ⇄
由於Unicode未給以作部件的漢字分碼，此處不列舉類推。台灣「茲」單獨用時取「茲」，作部件時取「兹」。

- ⇄
類推：⇄、⇄等（也有Unicode中未分碼的寫法。Windows內建的新細明體在XP版本以前取形，Vista及以後取形）。

- ⇄
類推：⇄等。

- ⇄（康熙及香港標準中間作「由」，上與橫相接；台灣標準作「田」，不出頭）
類推：⇄等（大多數以作部件的漢字在Unicode中未分碼）。

- ⇄
類推：⇄等

- ⇄
類推：⇄、⇄等。

## 一對多的轉換問題
當一個簡體字所對應的複數個繁體字在意義上差異很大而且皆很常用，此時就很難設計一套能總是無誤地由簡体轉成繁體的轉換規則，一般需要透過人工校正。例如只（隻）、丑（醜）、发（發髮）、范（範）、卷（捲）、须（須鬚）、松（鬆）、后（後）、几（幾）、冲（沖衝）、里（裏裡）、采（採）、干（乾幹）、复（複復覆）、于（於）、斗（鬥）等等都是容易發生轉換錯誤的字。
有不少字簡化時被合併至另一字，有时字源和意义不相关，甚至读音也不同、历史上从未或很少通用的字也被合并，如“叶（xié/ㄒㄧㄝˊ，粵：hip6）”和“葉（yè/ㄧㄝˋ，粵：jip6）”合并为“叶”、“适（kuò/ㄎㄨㄛˋ，粵：kut3）”和“適（shì/ㄕˋ，粵：sik1）”合并为“适”、“朴（piáo/ㄆㄧㄠˊ，pō/ㄆㄛ，pò/ㄆㄛˋ）”和“樸（pǔ/ㄆㄨˇ）”合并为“朴”，这样一来就容易误读。例如：唐德宗李适的“适”（kuò）就常被误读为shì，中药白朮的“朮”（zhú/ㄓㄨˊ）就常被误读为shù/ㄕㄨˋ。
合併簡化具體有三類情況：
- 用已经存在的简单的字代替复杂的字，如“丑”代替“醜”、代替、代替、代替“穀”、“术”（同“朮”）代替“術”、“斗（dǒu/ㄉㄡˇ）”代替“鬥（dòu/ㄉㄡˋ）”。
- 用一个新的简化字代替两个或多个字，如“發（fā/ㄈㄚ）”和“髮（fà/ㄈㄚˋ，台灣音fǎ/ㄈㄚˇ）”合并为“发”、“鐘”和“鍾”合并为“钟”。
- 部分合并，即将某字部分意义加载到另一个笔画简单的字上，该字其他意义仍然保留的，如：「藉口」、「憑藉」的「藉」簡化作「借」，「慰藉」、「狼藉」等的「藉」仍用「藉」；「瞭」读liǎo/ㄌㄧㄠˇ（瞭解）时，简作「了」，读liào/ㄌㄧㄠˋ（瞭望）时作「瞭」，不简作「了」；「乾坤」、「乾隆」的「乾」讀qián/ㄑㄧㄢˊ，不簡化为「干」；「宫商角徵羽」的「徵」讀zhǐ/ㄓˇ，不簡化为「征」。

不過簡體字和繁體字的對應關係會隨著大陸的用字政策而有改變，例如1986年起，《簡化字總表》便已刪除了「疊（叠）→迭」、「覆→复」、「像→象」、「囉（啰）→罗」的對應關係，《通用规范汉字表》又刪除了“蹚→趟”“勠→戮”等一些對應關係，恢復了一批異體字。因此會發現，有些簡體字文章中寫「好象」而有些文章寫「好像」，有些寫「戮力」而有些寫「勠力」，這可能暗示著文章出版或書寫者所處的時代背景。

## 外部連結
- 簡正轉換別字表 （页面存档备份，存于），出自「刻石錄」。
- 現代漢語常用簡繁一對多字義辨析表 （页面存档备份，存于） - 韻典網
- 正體中文、繁體中文學習資料網
- 中华语文两岸词典 （页面存档备份，存于） （简体中文）
- 中華語文大辭典 （页面存档备份，存于） （繁體中文）
- 國際電腦漢字及異體字知識庫 （页面存档备份，存于） （繁體中文）